# Ture Sventon och Isabella
Ture Sventon och Isabella (1955) är Åke Holmbergs sjätte bok om detektiven Ture Sventon.

## Handling
Den vita hästen Isabella försvinner plötsligt från Cirkus Rinaldo i Stockholm. Cirkusdirektören Erik Gustafsson (alias Max Rinaldo) uppsöker privatdetektiv T. Sventon. Ture Sventon går på föreställningen som lantmätare Lundin. Till sin stora förvåning upptäcker Sventon att herr Omar är med i ett kamelnummer.
Trots sin förklädnad blir Sventon genomskådad och får ett skriftligt hot. Även Omar får ett hot. Ture Sventon börjar genast med spaningsarbetet på cirkusen. I en vagn upptäcker han ett par spetsiga skor och ett par mörkblå, välpressade cheviotbyxor. Ständigt denna Vessla! När Sventon och herr Omar är på väg till Omars kusin, matthandlare Omar, som Omar bor hos när han är i Stockholm, upptäcker de att de är skuggade. De går in i matthandlarens lägenhet...

## Film
Boken filmatiserades 1991 med titeln "T. Sventon och fallet Isabella". I filmen medverkade Helge Skoog (Ture Sventon), Nils Moritz (Omar), Loa Falkman (Gustafsson alias Rinaldo) och Johan Ulveson (Vesslan).